# Hajrudin Saračević
Hajrudin Saračević (* 20. März 1949 in Sarajevo; † 16. September 2022 in den Vereinigten Staaten) war ein jugoslawischer Fußballspieler.

## Karriere

### Vereine
Saračević spielte ab der Saison 1968/69 für den jugoslawischen Erstligisten FK Željezničar Sarajevo. 1971 belegte er mit seiner Mannschaft den zweiten Platz – vier Punkte hinter NK Hajduk Split. Beim Gewinn der jugoslawischen Meisterschaft in der Saison 1971/72 war er zeitweise an FK Borac Banja Luka verliehen.
Ab der Folgesaison bis zu seinem Karriereende in der Saison 1982/83 war er wieder für den FK Željezničar Sarajevo aktiv, die Saison 1977/78, aufgrund des Abstiegs, in der 2. jugoslawischen Liga. Saračević war lange Jahre Mannschaftskapitän von Željezničar und bestritt für den Klub insgesamt 339 Spiele, in denen er 27 Treffer erzielte. Er zählt neben Ilijas Pašić, Duška Ubović, Tomislav Radonjić, Mišo Smajlović, Ivica Osim, Fikret Mujkić, Ljubo Kalaba, Edin Sprečo und Džemaludin Šerbo zu den technisch besten Spielern in der Geschichte von Željezničar.
1969 stand er mit Željezničar im Halbfinale um den Mitropapokal, dort scheiterte man am tschechoslowakischen Vertreter TJ Sklo Union Teplice. Im September 1972 bestritt er die beiden verlorenen Erstrundenspiele im Europapokal der Landesmeister 1972/73 gegen den englischen Meister Derby County.

### Nationalmannschaft
Saračević spielte im Jahr 1978 unter Trainer Otto Barić für die Amateurnationalmannschaft Jugoslawiens im Wettbewerb um den UEFA-Amateur-Cup. Am 15. Mai erreichte seine Mannschaft – nachdem sie sich zuvor im Halbfinale mit 3:1 im Elfmeterschießen gegen die Amateurnationalmannschaft Deutschlands durchgesetzt hatte – das Finale. In Athen wurde die Amateurnationalmannschaft Griechenlands mit 2:1 n. V. bezwungen; in diesem Spiel kam er als Einwechselspieler zum Einsatz.

## Erfolge
- UEFA Amateur Cup-Sieger 1978
- Jugoslawischer Meister 1972
- Zweiter Jugoslawische Meisterschaft 1971